# Клан Лайл
Клан Лайл (шотл. - Clan Lyle) - один з кланів рівнинної частини Шотландії - Лоуленду. На сьогодні клан не має визнаного герольдами Шотландії та лордом Лева вождя, тому називається в Шотландії «кланом зброєносців». 
Гасло клану: An I may - Я мушу
Землі клану: Ренфрушир

## Історія клану Лайл
Клан Лайл - давній клан. У 1200 році вже було відомо про клан Лайл та про їх вождів - баронів Духал у Ренфруширі. Про походження назви клану Лайл є різні версії. Є версія що вожді клану Лайл походять від шляхетної сім'ї, що жила в Нортурмберленді. Цей рід по латині звався de Insula - де Інсула, а французькою - Ліль або де Ліль (фр. - de Lisle, Delisle). Судячи по всьому вони були норманського походження і з'явилися на Британських островах разом з Вільгельмом І Завойовником. 
Ральф де Інсула або Радульфус де Інсула був першим вождем клану Лайл, хто згадується в історичних документах Шотландії. У документах 1170 року він згадується як васал Стюартів, згадується у грамотах на землю, що була подарована Болдуїном де Бірге - шерифом Ланарка церкві Іннеркіп та ченцям Пейслі. У цей же час Ральф де Інсула фігурує в документах як свідок продажу ферми та млина в Пейслі Вальтером Фітц-Аланом серу Роберту Брюсу. У 1177 році Ральф де Інсула фігурує в документах як свідок передачі землі церкві Крагін (Крейг Кайл), ченцям Пейслі від Вальтера Гоуса. 
У 1296 році король Англії Едвард І Довгоногий завоював Шотландію і змусив ватажків шотландських кланів присягнути йому на вірність і підписати відповідний документ - «Рагман Роллс». У цьому документі фігурують: Джон дель Ілль Бервікширський (шотл. - John del Ille Berwickshire) та Ріяард дель Ісл (шотл. - Richard del Isle), що належали до клану Лайл. 
Король Шотландії Джеймс II (1437 - 1460) дарував серу Роберту Лайлу титул лорда та титул пера Шотландії. ІІ лорд Лайл був призначений послом в Англію в 1472 році. Він був свідком вбивства корля Шотландії Джеймса III (1460 - 1488) у 1488 році в битві під Саухібурн. Лорд Лайл був так засмучений вбивством короля, що закликав шляхту Шотландії, графа Леннокса взятися за зброю і помститися вбивцям короля. Але помста не вдалася, вождь клану Лайл був позбавлений всіх титулів. 
У XVIII столітті був відомий Геркулес Лайл, що підтримав повстання якобітів і воював у їх лавах у 1745 році, він загинув під час битви під Фолкерком у 1746 році.